# Marie-Pierre Thiébaut
Marie-Pierre Thiébaut  fue una escultora francesa, nacida el 10 de marzo de 1933 en Nancy y fallecida el 19 de enero de 2010.

## Datos biográficos
Esta artista nació en 1933 en Nancy , descendiente de una familia de constructores en Meurthe-et-Moselle (Rosières-aux-Salines). Después de una licenciatura en filosofía en el Collège de los Langres, optó por desplazarse a París a principios de 1950, cuando se casó con el pintor Charles-Pierre Humbert (1920-1992). En 1954, asistió a clases de escultura con Ossip Zadkine en la académie de la Grande Chaumière. Este taller (aún activo) aula de grandes nombres de la escultura y de la pintura del siglo XX, como Louise Bourgeois, Amadeo Modigliani, Eugène Leroy o Joan Miró.
En 1967 y 1968, Marie-Pierre Thiebaut trabajó en Argelia con el arquitecto y urbanista Fernand Pouillon (1912-1986), que trabajó en equipo con distintos artistas como escultores y ceramistas. Marie-Pierre Thiebaut creó entonces fuentes, pérgolas, pajareras y las puertas de bronce para la decoración de grandes hoteles o el Ministerio argelino de Turismo. Marie-Pierre Thiebaut se inspiró en su personal descubrimiento del sur de Argelia y en edificios tradicionales,  de barro, con volúmenes y decoración sencilla o sin ella.

## Exposiciones
Exposiciones individuales
- 1956 : Marie-Pierre Thiébaut, Sculptures petits formats, prefacio de Ossip Zadkine, Musée des Beaux-arts de Locle, Suiza (4 -19 febrero).
- 1972 : Paysages, Sculptures de Marie-Pierre Thiébaut, prefacio de Marguerite Duras, Galería del espacio Pierre Cardin, París (24 febrero- 25 de marzo).
- 1983 : Marie-Pierre Thiébaut, Plages-Sculptures, prefacio de Renée Beslon, La Galerie des Femmes, París (7 febrero- 19 de marzo).
- 1990 : Marie-Pierre Thiébaut, Alliages, prefacio de Renée Beslon-Degottex, Espace Pierre Cardin, París (6 - 29 de junio).
- 1995 : Terre, empreintes et traces, «Elles» texto de Daniel Dobbels, Aumônerie Saint-Jacques, Gordes (1 - 12 de julio).
- 1997 : Les Empreintes de Marie-Pierre Thiébaut, texto de Maurice Benhamou, Galería Romagny, París.
- 2003 : Marie-Pierre Thiébaut, « La terre et l’eau » - Empreintes, textos de Maurice Benhamou y de Michelle Porte. Galería Annie Lagier, L’Isle-sur-la-Sorgue (17 de mayo -15 junio).
- 2007 : Marie-Pierre Thiébaut, Arborescences, Galería Annie Lagier, L’Isle-sur-la-Sorgue, (28 de abril - 3 de junio)
- 2012 : Exposición en el Museo del Hospicio Saint-Roch, Issoudun (20 de octubre - 30 de diciembre)

Exposiciones colectivas
- 1958 : Les élèves de Zadkine, Galería  Simone Badinier, París
- 1962 : Sculpteurs d’aujourd’hui, Galería  Blumenthal, París
- 1974 : XXVIII Salon de Mai, París
- 1982-1983 : Travaux sur papier - Objets, Exposition organisée par Dany Bloch. Centre culturel Jacques-Prévert, Villeparisis, (4 de diciembre de 1982 - 30 de enero de 1983).
- 1986 : Distances, Chapelle Saint-Louis de la Salpétrière, París (16 de abril - 10 de mayo)
- 1992 : Marie-Pierre Thiébaut, l’Écriture bois, prefacio de Brigitte Favresse, Galería  d’art la Tour des Cardinaux, L’Isle-sur-la-Sorgue (20 de agosto - 27 de septiembre).
- 1996 : Triptyque : « Taxinomies-Déchirures », Galería  Romagny, París
- 1997 : L’Empreinte, Commissaires de l’exposition : Georges Didi-Huberman, Didier Semin, Centro Georges Pompidou, París (19 de febrero - 12 de mayo).
- 2010 : L’Abbyac 2010, Abbaye Art Contemporain, Abbaye Saint-André, Villeneuve-lez-Avignon, (9-12 de septiembre)

## Obras

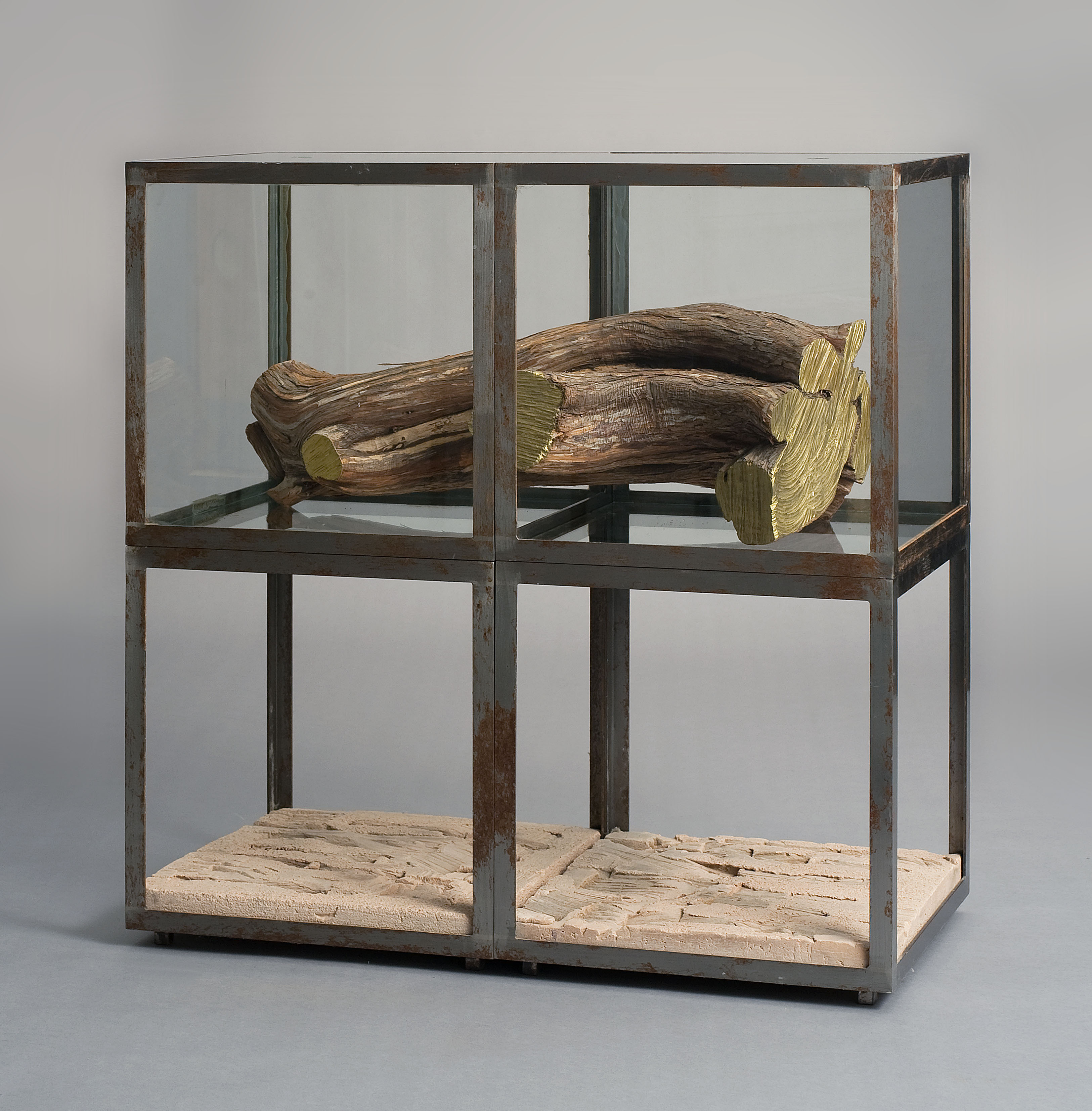
"Reliquaire",  hacia1990. Placas de terracota con impresiones digitales, madera con los cortes dorados, vidrio, metal. 71,7 x 71,7 x 35,8 cm. Coll. musée de l'Hospice Saint-Roch, Issoudun. Don
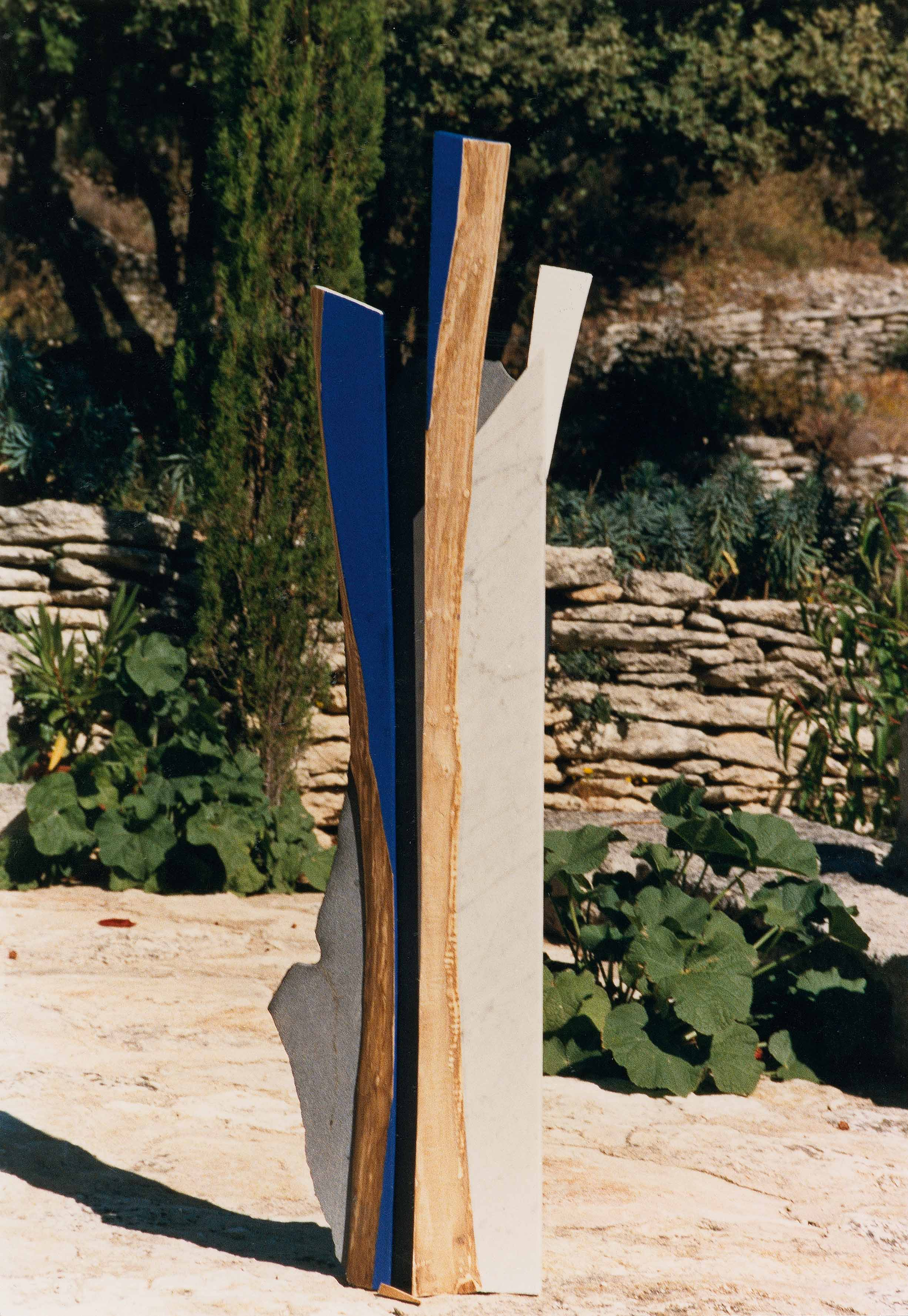
"Végétal N°3", 1988. Mármol y madera pintada (altura 120 cm) Colección particular
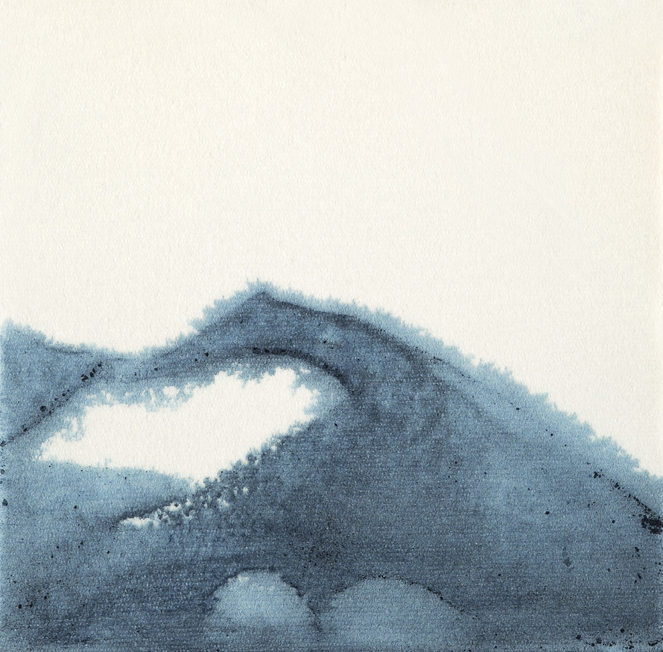
"Paysage de montagne", 2009. Impregnado de pigmento azul de Prusia sobre papel (26 x 26 cm) Col. musée de l'Hospice Saint-Roch, Issoudun. Don